# Vanja Bulić
Vanja Bulić (în sârba chirilică: Вања Булић; n. 1947, Kumanovo, RSF Iugoslavia) este un jurnalist și autor sârb.

## Biografie
Tatăl său este Dušan Bulić și mama sa Bosiljka. Vanja Bulić s-a născut în 1947 în Kumanovo și din 1952 locuiește la Belgrad. La o vârstă fragedă a fost membru al trupei de rock Sidra (Сидра) și a jucat volei la Radnicki (Радничком).
A fost redactor șef al revistei Duga (Дуге, Curcubeul), care a jucat un rol important în Serbia în anii 1990. El a scris articole în aproape toate jurnalele sârbe de mare anvergură, a filmat peste 2000 de emisiuni TV și a scris mai multe cărți bine vândute și scenarii de film.
Jurnalist de prestigiu și prezentator TV, a fost scenaristul apreciatului film Lepa sela lepo gore și al altor filme. Scenariul filmului Lepa sela lepo gore s-a bazat pe un articol al său scris în revista Duga. Povestea a fost inspirată din evenimente din viața reală care au avut loc înainte de începerea războiului din Bosnia, perioadă în care a activat ca reporter de război.  În urma succesului filmului, Bulić a scris un roman denumit Tunel - lepa sela lepo gore, care este în esență o versiune extinsă a articolului său din revistă. Filmul a avut în general un mare succes, reacțiile pe care le-a provocat au continuat mult timp după încheierea circuitului cinematografic și în festivaluri al filmului.
A devenit faimos cu emisiunea sa TV, Crni Biseri, în anii 1990, în care a intervievat oameni din toate domeniile.  

## Cărți
- Kako sam gajio blizance
- Tunel - lepa sela lepo gore (1996)
- Ratna sreća (1999)
- Zadah belog (2010)
- Vrele usne
- Parada strasti
- Drugo stanje
- Oko otoka (2009)
- Šole (2010)
- Muškarac u izvesnim godinama
- Sto bisera (2009)
- Simeonov pečat (2012)
- Jovanovo zaveštanje (2013)
- Dosije Bogorodica (2014)[7]
- Teslina pošiljka (2015)
- Viza za nebo (2016)
- Zašto Bog nema auto (2016)[8]
- Dušanova kletva (2018)[9]

## Vezi și
- Listă de scenariști sârbi